# Warnécourt
Warnécourt település Franciaországban, Ardennes megyében. Lakosainak száma 384 fő (2022. január 1.). Warnécourt Évigny, Fagnon, Mondigny, Prix-lès-Mézières és Warcq községekkel határos.

## Népesség
A település népessége az elmúlt években az alábbi módon változott:
| Lakosok száma | 136  | 324  | 373  | 352  | 367  | 364  | 372  | 385  | 381  | 384  |
|               | 1968 | 1982 | 1990 | 2006 | 2013 | 2015 | 2017 | 2019 | 2020 | 2022 |